# The Essential Gigi D'Agostino
The Essential Gigi D'Agostino è un album pubblicato solo in Austria e Germania.
Come specifica lo stesso artista non si tratta di un CD di canzoni nuove, bensì di una raccolta di canzoni già pubblicate in altri album.

## Tracce

### CD 1
1. L'amour toujours (forte forte) – 7:10 (Gigi D'Agostino)
2. Thank You For All – 2:37 (Gigi D'Agostino)
3. I Wonder Why (non giochiamo F.M.) – 2:57 (Gigi D'Agostino)
4. Casa Dag – 4:37 (Gigi D'Agostino)
5. Another Way (angeli in festa) – 4:41 (Gigi D'Agostino)
6. Again – 4:41 (Gigi D'Agostino)
7. Those Were The Days – 5:52 (Gigi D'Agostino)
8. Silence (Vision 4) – 3:40 (Gigi D'Agostino)
9. Bla Bla Bla – 4:16 (Gigi D'Agostino)
10. Stay (Gigi Dag From Beyond) – 6:18 (Gigi D'Agostino)
11. Like a Prayer – 5:26 (Gigi D'Agostino)
12. Con te partirò (Essential) – 3:36 (Gigi D'Agostino)
13. Moonlight Shadow – 4:19 (Gigi D'Agostino)
14. Elisir (Essential) – 2:29 (Gigi D'Agostino)
15. A volte io mi perdo – 4:41 (Gigi D'Agostino)
16. Total Care – 2:55 (Gigi D'Agostino)
17. La Passion (angeli in festa) – 4:41 (Gigi D'Agostino)
18. Pioggia e sole (Essential) – 3:16 (Gigi D'Agostino)

### CD 2
1. Vorrei non vorrei ma se vuoi (Suono libero) – 3:52 (Gigi D'Agostino)
2. Gigi's Way – 4:47 (Gigi D'Agostino)
3. Un giorno credi (Essential) – 4:20 (Gigi D'Agostino)
4. Gin Lemon (Essential) – 4:26 (Gigi D'Agostino)
5. The Riddle (Get Up) – 5:30 (Gigi D'Agostino)
6. Wellfare (When The Sun Rises) – 2:16 (Gigi D'Agostino)
7. Star (Essential) – 2:20 (Gigi D'Agostino)
8. Inventi – 3:40 (Gigi D'Agostino)
9. Angel – 8:21 (Gigi D'Agostino)
10. Goodnight – 2:46 (Gigi D'Agostino)
11. Lo sbaglio (Orgoglio Mix) – 3:44 (Gigi D'Agostino)
12. La danza del sole – 4:36 (Gigi D'Agostino)
13. Semplicemente (Legna Mix) – 3:41 (Gigi D'Agostino)
14. Luce (Spreco Mix) – 3:13 (Gigi D'Agostino)
15. E di nuovo cambio casa – 2:10 (Gigi D'Agostino)
16. The Rain – 3:46 (Gigi D'Agostino)
17. Nothing Else – 5:10 (Gigi D'Agostino)
18. Ancora insieme – 4:22 (Gigi D'Agostino)
19. Ho fatto un sogno – 4:07 (Gigi D'Agostino)